# 皮卡佩勒
皮卡佩勒（法語：Puycapel，法語發音：[pɥikapɛl]）是法国康塔尔省的一个市镇，属于欧里亚克区。该市镇于2019年由原市镇卡尔维内和穆尔茹合并而成。

## 地名
“皮卡佩勒”（Puycapel）一名得名于市镇内的卡佩勒山（Puy Capel）。

## 地理
皮卡佩勒（44°43'3.4"N, 2°21'25.2"E）面积43.72 平方千米，位于法国奥弗涅-罗讷-阿尔卑斯大区康塔爾省，该省份为法国中南部省份，位于法國中央高原中心，北起科雷兹省、上盧瓦爾省和多姆山省，西接洛特省和科雷兹省，南至阿韦龙省和洛特省，东临上盧瓦爾省和洛泽尔省。
与皮卡佩勒接壤的市镇（或旧市镇、城区）包括：圣安托万、莱纳克、圣康斯坦-富尔努莱斯、圣桑坦、卡萨尼尤兹、塞讷泽尔格、马科莱斯、鲁埃格地区孔克。
皮卡佩勒的时区为UTC+01:00、UTC+02:00（夏令时）。

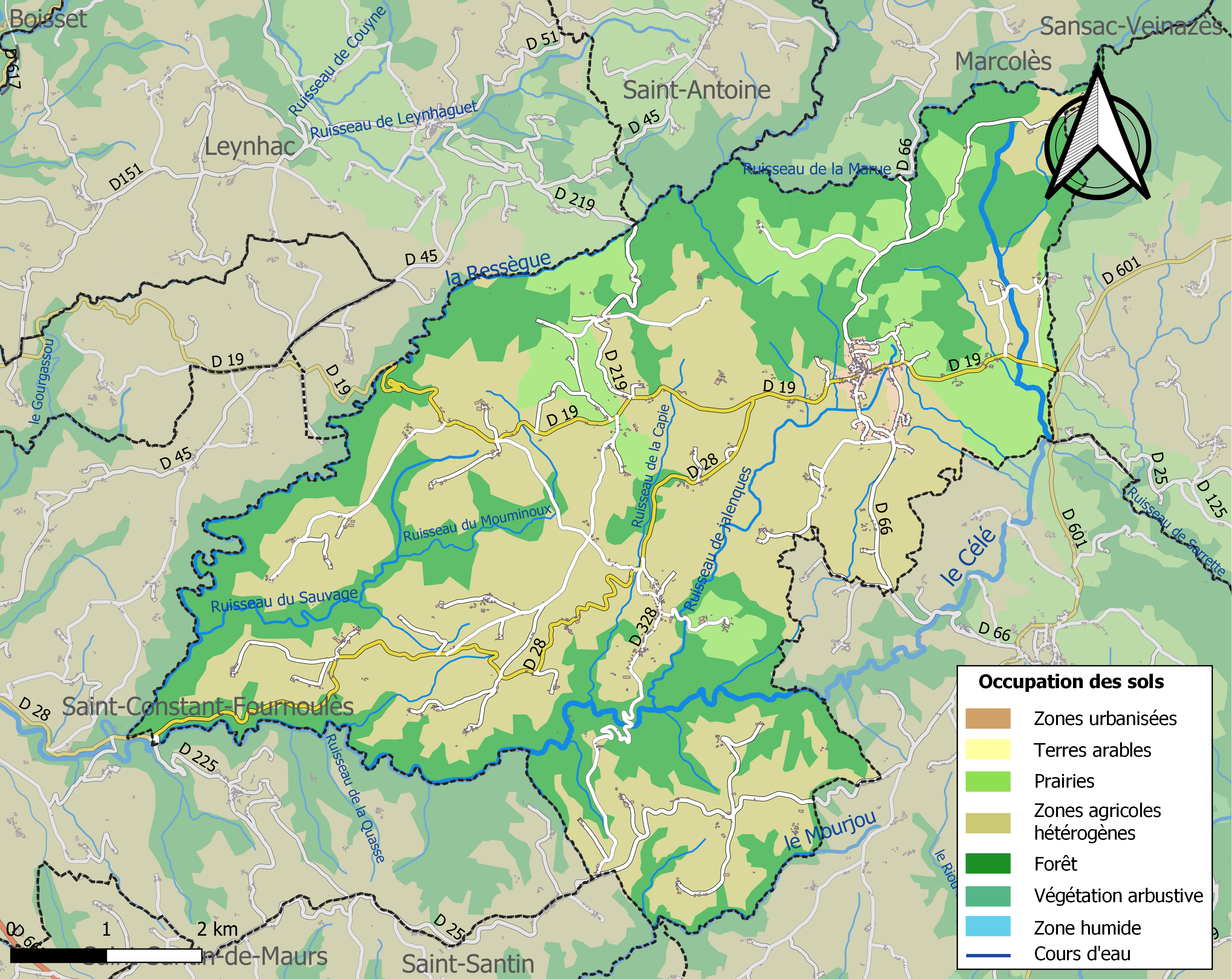
皮卡佩勒的OSM定位图

## 行政
皮卡佩勒的邮政编码为15340，INSEE市镇编码为15027。

## 政治
皮卡佩勒所属的省级选区为莫尔斯县。

## 人口
皮卡佩勒于2022年1月1日时的人口数量为724人。